# Rugby (Észak-Dakota)
Rugby település az Amerikai Egyesült Államok Észak-Dakota államában, Pierce megyében, melynek megyeszékhelye is. Lakosainak száma 2509 fő (2020. április 1.).

## Népesség
A település népességének változása:

| 2010 | 2 876 |
| 2020 | 2 509 |